# Särklamp
Särklamp är en sjö i Torsby kommun i Värmland och ingår i Göta älvs huvudavrinningsområde. Sjön är 6,8 meter djup, har en yta på 0,0794 kvadratkilometer och befinner sig 432 meter över havet. Vid provfiske har abborre fångats i sjön.

## Delavrinningsområde
Särklamp ingår i det delavrinningsområde (671031-132964) som SMHI kallar för Utloppet av Nordviggsjön. Medelhöjden är 441 meter över havet och ytan är 32,8 kvadratkilometer. Det finns inga avrinningsområden uppströms utan avrinningsområdet är högsta punkten. Viggan som avvattnar avrinningsområdet har biflödesordning 4, vilket innebär att vattnet flödar genom totalt 4 vattendrag innan det når havet efter 403 kilometer. Avrinningsområdet består mestadels av skog (85 procent). Avrinningsområdet har 1,23 kvadratkilometer vattenytor vilket ger det en sjöprocent på 3,8 procent.